# Litochrus crucigerus
Litochrus crucigerus là một loài bọ cánh cứng trong họ Phalacridae. Loài này được Casey miêu tả khoa học năm 1890.